# Вудленд (Вашингтон)
Вудленд (англ. Woodland) — місто (англ. city) в США, в округах Коуліц і Кларк штату Вашингтон. Населення — 6531 особа (2020).

## Географія
Вудленд розташований за координатами 45°55′18″ пн. ш. 122°44′59″ зх. д. / 45.92167° пн. ш. 122.74972° зх. д. (45.921596, -122.749826).  За даними Бюро перепису населення США в 2010 році місто мало площу 9,00 км², з яких 8,73 км² — суходіл та 0,28 км² — водойми. В 2017 році площа становила 10,97 км², з яких 10,66 км² — суходіл та 0,31 км² — водойми.

## Демографія
Згідно з переписом 2010 року, у місті мешкало 5509 осіб у 1965 домогосподарствах у складі 1398 родин. Густота населення становила 612 особи/км².  Було 2108 помешкань (234/км²).
Расовий склад населення:
| - 86,4 % — білих - 0,9 % — чорних або афроамериканців - 0,8 % — азіатів - 0,7 % — корінних американців - 0,2 % — вихідців з тихоокеанських островів - 8,4 % — осіб інших рас |

До двох чи більше рас належало 2,7 %. Частка іспаномовних становила 16,6 % від усіх жителів.
За віковим діапазоном населення розподілялося таким чином: 29,8 % — особи молодші 18 років, 57,9 % — особи у віці 18—64 років, 12,3 % — особи у віці 65 років та старші. Медіана віку мешканця становила 32,9 року. На 100 осіб жіночої статі у місті припадало 95,4 чоловіків;  на 100 жінок у віці від 18 років та старших — 93,9 чоловіків також старших 18 років.
Середній дохід на одне домашнє господарство  становив 83 090 доларів США (медіана — 62 430), а середній дохід на одну сім'ю — 77 268 доларів (медіана — 62 148). Медіана доходів становила 48 887 доларів для чоловіків та 32 975 доларів для жінок. За межею бідності перебувало 19,4 % осіб, у тому числі 23,4 % дітей у віці до 18 років та 12,4 % осіб у віці 65 років та старших.
Цивільне працевлаштоване населення становило 2259 осіб. Основні галузі зайнятості: освіта, охорона здоров'я та соціальна допомога — 22,0 %, роздрібна торгівля — 15,1 %, виробництво — 14,6 %.